# Disk on Module

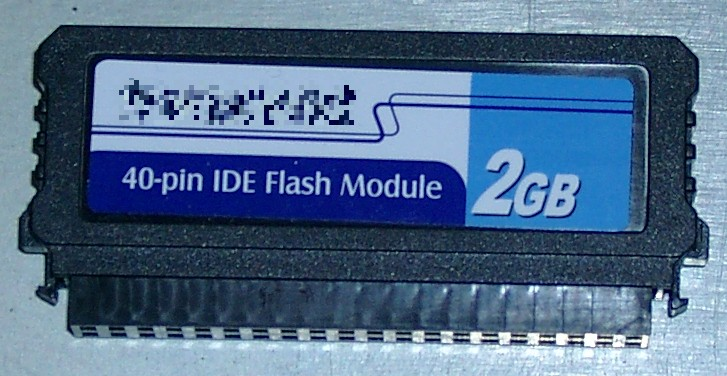
IDE-Flash-Modul

Disk on Module (DOM) ist eine Modulform eines Flash-Speichers, die für Industrie-PCs oder für Endanwender vorgesehen ist. Seit der Einführung von SSDs (ca. 2009) spielen diese Geräte nur noch für Altgeräte mit IDE-Anschluss eine Rolle. Mit Hilfe eines DOMs als Ersatz für eine handelsübliche Festplatte lässt sich ein PC zusammenbauen, der keine beweglichen oder geräuscherzeugenden Teile mehr aufweist, wenn CPU und Netzteil passiv gekühlt sind und man auf ein optisches Laufwerk verzichtet.
Ein wichtiger Vorteil ist auch, dass dieses Speichermedium nicht durch Erschütterung beschädigt werden kann. Werden die Daten auf diesen Medien oft beschrieben (wie z. B. beim Einsatz als Systemplatte), empfiehlt es sich Module zu verwenden, welche eine ausreichende Anzahl von Schreib- und Lesezyklen zulassen.
Es gibt die Flash-Module als DOM in verschiedenen Bauformen (IDE 40 oder 44 Pin) zum Einstecken in den IDE-Port des Mainboards/Controllers oder im 2,5″/3,5″-Festplattengehäuse mit 40/44-Pin-IDE-Anschluss oder als Compact-Flash-Karte. USB-Flash-Module gehören zu den neuesten technologischen Errungenschaften.
In folgenden Bauformen sind diese Flash-Disks bisher erschienen: 2,5″-IDE-Flash-Disk, Industrial-CF-Card, Wide-Temperature-, Secure- und Embedded-USB-Disk-On-Module, mit 40 oder 44 Pin bzw. in horizontaler oder vertikaler Ausführung (USB). Die Kapazitäten reichen je nach Ausführung und Modell von 4 MByte bis 32 GByte.